# قاي فرانسوا (رسام)
قاي فرانسوا (بالفرنسية: Guy François)‏ هو رسام فرنسي، ولد في 20 نوفمبر 1580 في لو بوي أون فيلاي في فرنسا، وتوفي بنفس المكان في 5 أكتوبر 1650.